# Kazim Abdullaev (archeoloog)
Kazim Abdullaev (Azerbeidzjaans: Kazım Abdullaev, cyrillisch Казим Абдуллаев, Kazim Abdoellajev) is een wetenschapper met betrekking tot kunst en archeologie van Centraal-Azië. Hij studeerde in 1975 af met een master in renaissancestudies aan de Staatsuniversiteit van Nizjni Novgorod in de toenmalige Sovjet-Unie, destijds Gorki-Universiteit genoemd, en behaalde in 1986 met onderscheiding een doctoraat in klassieke archeologie aan het Instituut voor Archeologie van de Academie van Wetenschappen van de Sovjet-Unie in Moskou, met een proefschrift getiteld Terracotta plastische kunst van Bactria-Tocharia in de oudheid en vroege middeleeuwen.
Zijn onderzoeksinteresses omvatten de archeologie van Centraal-Azië uit de Hellenistische en post-Hellenistische periodes, kunstgeschiedenis van Bactrië en Sogdië in de oudheid, numismatiek in de perioden van het Hellenisme en van het Kushana-rijk in Bactrië en Sogdië, Boeddhistische kunst van Centraal-Azië, nomadisme van Centraal-Azië, de terracotta-sculpturen van Bactrië in de oudheid en vroege middeleeuwen al gepresenteerd in zijn proefschrift, en glyptische kunst, ofwel de kunst van het snijden van figuren uit edelstenen, uit Bactrië en Sogdië. In 2009 won hij een prijs van de Academie van Inscripties en Letteren van Frankrijk (Academie des Inscriptions et Belles-Lettres, Institut de France) voor zijn werken over de verspreiding van de Griekse iconografie in de oostelijke beschavingen van Centraal-Azië.
Begin 2023 was hij universitair hoofddocent aan de universiteit van Istanbul, geassocieerd lid van het Nationaal Centrum voor Wetenschappelijk Onderzoek (Centre National de Recherche Scientifique) in Parijs en het Instituut voor de Studie van de Oude Wereld (The Study of the Ancient World ) in New York. Daarnaast was hij buitenlandcorrespondent van de Internationale Vereniging voor Mediteraanse en Oosterse Studies ( ISMEO - Associazione Internazionale di Studi sul Mediterraneo e l'Oriente) in Rome.
- Bibliothèque nationale de France: cb17724210k (data)
- CiNii: DA18602524
- Library of Congress Control Number: no98027976
- Nationale Bibliotheek van Tsjechië: pna2011666829
- Nationale Bibliotheek van Israël: 987007343103305171
- Système universitaire de documentation: 194507351
- Virtual International Authority File: 21756870
- WorldCat: E39PCjB7FgjfpMJw7HMJv6XRgC